# Entomobryomorpha

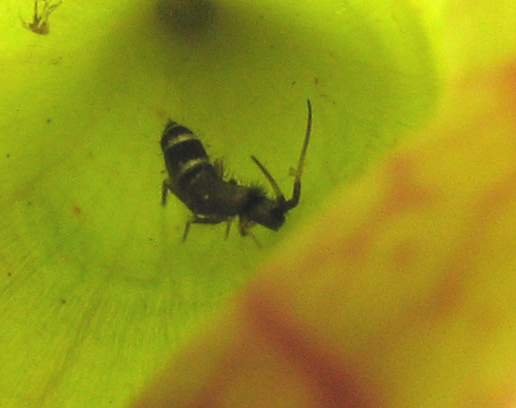
Tomoceridae atrapado en Sarracenia purpurea.

Entomobryomorpha es uno de los cuatro órdenes principales de Collembola, pequeños hexapodos relacionados con los insectos. Este orden anteriormente era considerado una superfamilia denominada Entomobryoidea.
Se los distingue de los otros órdenes de Collembola por la forma de sus cuerpos. Los Symphypleona y Neelipleona son animales muy redondos,  casi esféricos. Los Poduromorpha también son muy gordos pero tienen una forma más ovalada. En cambio los Entomobryomorpha, contienen los Collembola más delgados; o tienen patas y antenas cortas, y largos cuerpos distintivos, o patas y antenas largas, así como fúrculas bien desarrolladas; estos son los miembros más característicos del orden.

## Sistemática
Entomobryomorpha, considerada como "Entomobryoidea", estaba antes unida con Poduromorpha (entonces llamados Poduroidea) en un grupo llamado "Arthropleona", pero actualmente se sabe que este es parafilético. En realidad Entomobryomorpha, Poduromorpha, Neelipleona y  Symphypleona son muy distintos entre sí, como muestran sus rangos taxonómicos actuales. Antes "Arthropleona" y Symphypleona eran tratados comosubórdenes.

## Lista de familias
Hay más de 3,800 especies en más de 230 géneros en 8 familiasː
Las superfamilias y familias están ordenadas en la secuencia evolutiva que se presume tuvieron. La lista adjunta ha sido elaborada tomando como base un análisis de Entomobryomorpha que data del 2008. El análisis abole el antiguo "Actaletoidea", que aparentemente es parafilético; la familia con dicho nombre ahora ha sido ubicada en  Isotomoidea, mientras que Coenaletidae forma una nueva superfamilia monotipo. La antigua  Cyphoderidae es presentada como una subfamilia de Paronellidae.
Superfamilia Isotomoidea
- Familia Isotomidae
- Familia Actaletidae
- Familia Protentomobryidae (fósil)

Superfamilia Coenaletoidea
- Familia Coenaletidae

Superfamilia Tomoceroidea
- Familia Oncopoduridae
- Familia Tomoceridae

Superfamilia Entomobryoidea
- Familia Orchesellidae
- Familia Entomobryidae
- Familia Paronellidae – incluye Cyphoderidae y Microfalculidae
- Familia Oncobryidae (fósil)
- Familia Praentomobryidae (fósil)